# فردیناند ماژلان
فردیناند ماژلان (به پرتغالی: Fernão de Magalhães) (زادهٔ بهار ۱۴۸۰ - درگذشته ۷ آوریل ۱۵۲۱ میلادی) پوینده و دریانوردی پرتغالی بود که به دولت اسپانیا خدمت می‌کرد. او نخستین کسی بود که در جهت غرب از اروپا به آسیا رفت و در اقیانوس آرام کشتی راند. ماژلان همچنین نخستین کسی بود که با هدف دور زدن کرهٔ زمین رهبری یک ناوگان اکتشافی را عهده‌دار شد. اگر چه خود در میانهٔ سفر کشته شد گروهی از افراد و ناوگانش به سرکردگی خوان سباستین الکانو با کشتی ویکتوریا توانستند در ۱۵۲۲ میلادی کرهٔ زمین را با موفقیت دور بزنند و به اروپا بازگردند.

## تولد و سال‌های اول
ماژلان در خانواده‌ای اشرافی در سابروسا، ویلا رئال، ایالت تراس دوس مونتِس متولد شد. وقتی که ده ساله بود، والدینش در گذشتند. دو سال بعد وی به نزد برادرش در لیسبون رفت و در دربار شاه جان دوم و ملکه الئونورا به عنوان پیشخدمت مشغول به کار شد. زندگی در لیسبون این فرصت را به او داد تا ــ همراه پسر عمویش فرانسیسکو سرانو ــ ادامهٔ تحصیل دهد و در جغرافیا و ستاره‌شناسی مهارت یابد. در ۱۴۹۶ میلادی ماژلان مقام سلحشوری گرفت.
در بیست سالگی برای نخستین بار به دریا رفت. در ۱۵۰۵ میلادی دولت او را به هند فرستاد تا ترتیب انتصاب فرانسیسکو دِ آلمئیدا را به مقام نیابت سلطنت پرتغال بدهد و در طول مسیر پایگاه‌های نظامی و دریایی برپا سازد. هم در این سفر بود که برای نخستین دفعه ماژلان جنگ را تجربه کرد: وقتی یک سلطان محلی آفریقایی از پرداخت خراج سر باز زد، افراد آلمئیدا حمله بردند و شهر مسلمان‌نشین کیلوا در تانزانیای امروزی را به تصرف درآوردند.
در ۱۵۰۶ میلادی ماژلان به هند شرقی سفر کرد تا هیأتی را که دولت پرتغال به جزایر ادویه فرستاده بود همراهی کند. در ۱۵۱۰ میلادی درجهٔ ناخدایی گرفت ولی مدتی بعد به دلیل اشتباه در فرماندهی برکنار و به پرتغال بازگردانده شد.
در ۱۵۱۱ میلادی به مراکش فرستاده شد و در نبرد آزامور (۲۸ و ۲۹ اوت ۱۵۱۳ میلادی)، علیه مراکشی‌ها شرکت کرد. با وجود زخم برداشتن در جنگ و دریافت مدال‌های متعدد، اطرافیان وی را به داد و ستد غیرقانونی با مسلمانان متهم کردند. آلمئیدا نایب‌السلطنه هم که با ماژلان اختلاف داشت، در گزارشی به دربار از عملکرد او ابراز نارضایتی کرد.
هرچند ماژلان بالاخره از تمام اتهام‌ها تبرئه شد، ولی دیگر مورد اعتماد شاه امانوئل اول نبود. پادشاه تقاضای افزایش حقوق ماژلان را نپذیرفت و اعلام کرد که از تاریخ ۱۵ مهٔ ۱۵۱۴ میلادی، دیگر در دولت پرتغال مقامی برای او در نظر نگرفته‌است. ماژلان که اوضاع را چنین دید، کشور و شهروندی پرتغال را ترک گفت تا در خدمت دربار اسپانیا درآید و نام پرتغالی خود «فرنون دِ ماگالیانش» را به «فرناندو دِ ماگالانس» تغییر داد.

## نقشه‌هایی برای دور زمین گشتن
در ۲۰ اکتبر ۱۵۱۷ میلادی ماژلان به سویل پایتخت اسپانیا در آن دوران رسید و از آنجا به والادولید رفت تا با شاه نوجوان چارلز اول (چارلز پنجم بعدی، امپراتور مقدس روم) ملاقات کند. با یاری خوان دِ آراندا عضو بلندپایهٔ مرکز امور هند در سویل و دیگر دوستان به ویژه یک پرتغالی به نام دیوگو باربوسا، ماژلان سرانجام توانست تابعیت اسپانیا را بدست آورد. وی در سویل نفوذ زیادی یافت و در سایهٔ تدبیر خود توانست شاه و خوان رودریگِیث دِ فونسیسکا – اسقف قدرتمند بورگوس و دشمن قسم‌خوردهٔ کریستف کلمب – را پشتیبان خود کند.
در آن دوران تجارت ادویه رونق زیادی داشت و ادویهٔ آسیای جنوب شرقی در بازارهای اروپا به قیمت بسیار گزاف به فروش می‌رفت. مرکز این تجارت پرسود جزایر ملوک (معروف به جزایر ادویه) در اندونزی امروزی بود که برای رسیدن به آن کشتی‌های اروپایی ناچار به دور زدن قارهٔ آفریقا و پیمودن هزاران کیلومتر راه در اقیانوس هند بودند. روزی نقشه‌ای از آمریکای جنوبی به دست ماژلان رسید. در این نقشه – به اشتباه- دلتای عظیم رودخانهٔ لاپلاتا به صورت گذرگاهی ترسیم شده بود که از طریق آن می‌شد به اقیانوس آرام راه برد. ماژلان به فکر افتاد که با استفاده از این مسیر و عبور از جنوب اقیانوس آرام آسان‌تر می‌توان به جزایر ادویه رسید. روی فالئیرو ستاره‌شناس تبعیدی پرتغالی ماژلان را در پیشبرد این نقشه یاری می‌داد و یک بازرگان بسیار ثروتمند به نام کریستوفر دِ هارو که مخالف شاه پرتغال بود، حاضر شد وی را از نظر مالی حمایت putasasa کند.
در ۲۲ مارس ۱۵۱۸ میلادی شاه چارلز طرح ماژلان را تصویب کرد. مطابق قرارداد، یک بیستم کل سود حاصل از سرزمین‌های کشف شده بعلاوهٔ حکومت آن‌ها مشترکاً به ماژلان و فالئیرو تعلق می‌گرفت. بعد از تأمین بودجهٔ دولتی، دو شریک پنج کشتی فراهم کردند: ترینیداد (ظرفیت ۱۱۰ تن، خدمه ۵۵ نفر)، سان آنتونیو (ظرفیت ۱۲۰ تن، خدمه ۶۰ نفر)،  کونسِپسیون (ظرفیت ۹۰ تن، خدمه ۴۵ نفر)، ویکتوریا (ظرفیت ۸۵ تن، خدمه ۴۲ نفر) و سانتیاگو (ظرفیت ۷۵ تن، خدمه ۳۲ نفر). ترینیداد کشتی دریادار بود و ماژلان خود آن را فرماندهی می‌کرد؛ به غیر از فالئیرو ناخدایان چهار کشتی دیگر به ترتیب عبارت بودند از: خوان دِ کارتِگِنا، گومِس، گاسپار دِ کوئِسادا و لوئیس دِ مِندوزا.

## مسافرت
در ۱۵ اوت ۱۵۱۸ میلادی پنج کشتی تحت فرمان ماژلان، سویل را ترک کردند و در طول رودخانه گوادال کوئی ویر به حرکت درآمدند. اما مقامات اسپانیایی شهر بندری سان لوکار دِ باررامِدا که به ماژلان پرتغالی‌تبار مشکوک بودند، پنج هفته ناوگان او را در دهانهٔ رودخانه معطل کردند و سرانجام در ۲۰ سپتامبر اجازهٔ ادامهٔ سفر را به ماژلان و ۲۷۰ نفر همراهانش دادند.

### شروع سفر
شاه امانوئل پرتغالی که از عزیمت آن‌ها باخبر شد، چند کشتی جنگی را به تعقیبشان فرستاد اما ماژلان موفق شد پرتغالی‌ها را جا بگذارد. ناوگان او پس از توقف کوتاهی در جزایر قناری به جزایر کیپ ورد رفت و از آنجا راهی دماغه سن اوتین در برزیل شد. در ۲۰ سپتامبر از خط استوا گذشتند و در ۶ دسامبر ساحل برزیل در دیدرس قرار گرفت. چون برزیل در آن زمان محدودهٔ پرتغال بود، ماژلان از آن دوری کرد و در ۱۳ دسامبر در منطقهٔ خوش آب و هوایی نزدیک ریو دو ژانیروی امروزی لنگر انداخت. پس از تهیهٔ آذوقه و آماده‌سازی کشتی به سوی جنوب حرکت کردند و در ۱۰ ژانویه ۱۵۲۰ میلادی به مصب رودخانهٔ لاپلاتا رسیدند.
جستجو برای یافتن گذرگاهی به اقیانوس آرام باید از همین نقطه آغاز می‌شد ولی چون در نیمکرهٔ جنوبی زمستان بود، ماژلان صلاح دید که برنامهٔ سفر را به تأخیر بیندازند و تا تمام شدن فصل سرما در پاتاگونیا بمانند. خدمه هم برای گذراندن زمستان دست به کار ساختن اقامتگاهی شدند و آن را پوئرتو سان خولیان نامیدند.
بدین ترتیب با گذشت شش ماه هنوز در آغاز راه بودند و سرزمین جدیدی پیدا نشده بود. این وضعیت موجب نارضایتی گروهی از دریانوردان شد زیرا همه می‌دانستند که ماژلان تا به هدف خود دست نیابد اجازهٔ بازگشت به اسپانیا را به آنان نخواهد داد. سه تن از ناخدایان مخالف ماژلان که موقعیت را برای سرنگون کردن وی مناسب می‌دیدند، با همدستی تعدادی از افسران شورش کردند و کنترل سه کشتی را برای چند ساعت به دست گرفتند. اما وفادار ماندن بیشتر خدمه به ماژلان، توطئهٔ آن‌ها را ناموفق گذاشت. مندوزا و کوئسادا به اعدام محکوم شدند و کارتاگنا – که جرمش سبک‌تر بود - و یک کشیش را هم در ساحل متروکه‌ای پیاده کردند.
با مساعد شدن هوا در ۲۴ اوت سفر از سر گرفته شد. پیش از ترک اقامتگاه، ماژلان کشتی کوچک سانتیاگو را برای بازرسی به پایین دست ساحل فرستاد ولی کشتی در برخورد با صخره‌های زیرآبی غرق شد. بیشتر سرنشینان توانستند خود را به خشکی برسانند و از راه زمینی دوباره به ناوگان ملحق شوند. در ۲۱ اکتبر ۱۵۲۰ میلادی در ۵۲ درجهٔ عرض جنوبی چهار کشتی به دماغه ویرجن رسیدند. عمق زیاد و شوری آب حکایت از آن داشت که بالاخره گذرگاه را یافته‌اند.
ماژلان ابتدا دو کشتی سان آنتونیو و کونسپسیون را برای کاوش پیش فرستاد. پس از شناسایی کلی مسیر، ناوگان مسافرت دشوار و ۳۷۳ مایلی خود را به درون تنگه آغاز کرد. این گذرگاه که ماژلان آن را به مناسبت فرارسیدن عید اول نوامبر، «گذرگاه همهٔ قدیسان» خوانده بود اکنون تنگهٔ ماژلان نامیده می‌شود. گومس فرماندهٔ سان آنتونیو که ادامه دادن راه را با آذوقهٔ موجود ممکن نمی‌دانست سایر افسران را با خود همراه کرد و به اسپانیا گریخت. سه کشتی باقی‌مانده سرانجام در ۲۸ نوامبر به آب‌های اقیانوس آرام جنوبی وارد شدند. «آرام» نامی بود که ماژلان به دلیل سکون و آرامش این اقیانوس به آن داده بود.

### مرگ ماژلان
ناوگان با بادبان کشیدن به سمت شمال غربی در ۱۳ فوریه ۱۵۲۱ میلادی از خط استوا گذشت، در ۶ مارس به جزایر ماریانا و در ۱۶ مارس به جزیره هومونهون فیلیپین رسید. ماژلان با یاری مترجم مالایایی خود به آسانی توانست با مردم بومی ارتباط برقرار کند. پس از تبادل هدایا با کالامبو راجهٔ لیمساوا در ۷ آوریل، وی آن‌ها را به جزایر سبو رهنمون کرد. هومابون راجهٔ سبو با آنان رفتاری دوستانه داشت و حتی پذیرفت که به آیین مسیحیت درآید. اما لاپو لاپو راجهٔ ماکتان جزیرهٔ مجاور، این اندازه مطیع نبود و به جای پذیرش مسیحیت و خراج دادن به اسپانیا، جنگ را برگزید. ماژلان با تعداد کمی سرباز به مقابله با بومیان سرکش شتافت و در ۲۷ آوریل در نبرد ماکتان کشته شد. آنتونیو پیگافتا، جهانگرد ثروتمندی که به عنوان وقایع‌نگار ناوگان ماژلان را همراهی می‌کرد، تنها شاهد عینی و قابل اعتماد این واقعه‌است. او می‌نویسد:
با دمیدن صبح ما سوار بر قایق‌ها به راه افتادیم تا به فاصلهٔ دو تیر پرتاب از ساحل رسیدیم. صخره‌های زیر آب اجازه نمی‌داد که پیشتر برویم؛ پس چهل و نه نفر از افراد ما به آب که تا ران‌هایشان می‌رسید پریدند و باقی‌ماندهٔ راه را پیاده پیمودند. یازده نفر هم ماندند تا نگهبان قایق‌ها باشند. در خشکی سه گروه از بومیان جنگجو به‌شمار بیش از یک هزار و پانصد نفر انتظارمان را می‌کشیدند و به محض روبرو شدن، با فریادهای گوشخراش به ما حمله آوردند… تفنگچیان و کمانداران ما از فاصلهٔ نیم ساعتی شروع به شلیک کردند ولی بی‌فایده بود… با شناختن ناخدا گروهی از بومیان چنان بر وی هجوم بردند که کلاه‌خود را از سرش انداختند. یکیشان نیزهٔ خیزرانی را به طرف صورت او انداخت ولی خود با ضربت نیزهٔ ناخدا از پای درآمد. ناخدا خواست که دست به شمشیر برد ولی با زخمی که بر بازویش وارد آمده بود، نتوانست. جنگجویان که چنین دیدند، با هم بر او حمله‌ور شدند. یک بومی با قمه بر پای چپ او زخم زد که سبب شد ناخدا با صورت به زمین افتد. بومیان هم با نیزه و قمه بر سرش ریختند و او را که آیینه و نور ما و راهنمای واقعی ما بود، به قتل رساندند. در حین نبرد او بارها سربرگرداند تا از رسیدن همه افرادش به قایق‌ها اطمینان یابد و ما که شاهد کشته شدنش بودیم، مجروح و خسته به قایق‌هایمان عقب‌نشینی کردیم.

### گشتن به دور زمین
ماژلان وصیت کرده بود که مترجم مالایایی پس از مرگ او آزاد شود. این بومی اهل مالزی را که انریکه نام داشت ماژلان در یکی از سفرهای گذشته‌اش به آسیای جنوب غربی در۱۵۱۱ میلادی از برده‌داران سوماترایی خریداری کرده بود؛ هنگام جنگ در آفریقا، اخراج از دربار پرتغال و نائل شدن به مقام دریاسالاری در اسپانیا، انریکه در
کنار اربابش حاضر بود بنابراین با رسیدن ناوگان ماژلان به فیلیپین، او نخستین کسی شد که (در سفرهای جداگانه) یک دور گرد کرهٔ زمین گشته‌است. پس از درگذشت ماژلان، فرماندهان که وجود انریکه را لازم می‌دیدند از آزاد کردنش خودداری کردند ولی او با کمک راجه هومابون در هنگامهٔ جنگ بومیان و اسپانیایی‌ها موفق به فرار شد. در غیاب وی، آنتونیو پیگافتا که دربارهٔ زبان بومیان مطالعاتی کرده بود، وظیفهٔ برقراری ارتباط را بر عهده گرفت.
سه کشتی باقی‌مانده در جستجوی جزایر ادویه مسیر خود را به سمت غرب ادامه دادند. پس از توقف کوتاهی در جزیرهٔ پالاوان، در ۲۱ ژوئن ۱۵۲۱ میلادی دریانوردان محلی ایشان را به جزیرهٔ بورنئو هدایت کردند. ناوگان آنان اکنون تنها به دو فروند کشتی محدود می‌شد؛ کونسپسیون به علت فرسودگی در کرانه‌های پالاوان رها و به آتش کشیده شده بود. آن‌ها مدت سی و پنج روز در ساحل کشور برونئی لنگر انداختند. پیگافتای ونیزی از ثروت و جلال دربار راجه سیریپادا داستان‌ها نقل کرده‌است. بورنئویی‌ها ارتشی از فیل‌های اهلی و ۶۲ توپ جنگی داشتند که بیش از پنج برابر جنگ‌افزارهای موجود در ناوگان ماژلان بود. پیگافتا از فناوری اهالی جزیره نمونه‌هایی ذکر می‌کند؛ از آن جمله‌است ظروف چینی (که هنوز به‌طور گسترده در دسترس اروپاییان قرار نگرفته بود) و عینک (که به تازگی به اروپا رسیده بود).
دریانوردان در ۶ نوامبر ۱۵۲۱ میلادی به جزایر مولوک (جزایر ادویه) رسیدند و پس از داد و ستد با سلطانِ تیدور عازم اسپانیا شدند. مدت کوتاهی بعد از حرکت، ترینیداد کشتی فرماندهی، به علت فرسودگی در راه ماند و سرنشینانش ناگزیر به جزیرهٔ ترناته که متعلق به پرتغال بود پناهنده شدند. ترینیداد هم به چنگ پرتغالی‌ها افتاد و نزدیک ساحل جزیره نابود شد.
ویکتوریا به فرماندهی خوان سباستین الکانو راه خود را به سوی اسپانیا ادامه داد و در ۶ ماه مه ۱۵۲۲ میلادی دماغهٔ امید نیک را دور زد. در کشتی جز برنج چیزی برای خوردن نبود. تا رسیدن به جزیرهٔ کیپ ورده بیست نفر از خدمه بر اثر سوء تغذیه مردند. دریانوردان می‌دانستند که شاه پرتغال مصمم است مانع رسیدن کشتی‌های ماژلان به اسپانیا شود و ناوگانی جنگی برای نابودیشان فرستاده‌است. الکانو در طول مسیر سعی کرده بود تا به متصرفات پرتغال نزدیک نشود ولی با وضعیت موجود چاره‌ای جز توقف در کیپ ورده نمی‌دید. کشتی در بندر پهلو گرفت و چند نفر به‌طور ناشناس برای تهیهٔ آذوقه به ساحل رفتند ولی مقامات پرتغال به آن‌ها شک بردند. الکانو عاقبت مجبور شد تعدادی از افرادش را در جزیره بگذارد و بگریزد.

### بازگشت

در ۶ سپتامبر ۱۵۲۲ میلادی - سه سال بعد از ترک اسپانیا- خوان سباستین الکانو و هفده نفر خدمه سوار بر کشتی ویکتوریا به بندر سِویل وارد شدند و مأموریت دور زدن کرهٔ زمین را با موفقیت به پایان بردند.
| این هجده نفر در سال ۱۵۲۲ میلادی با کشتی ویکتوریا به سویل بازگشتند |               |
| نام                                                               | درجه          |
| خوان سباستین الکانو                                               | ناخدا         |
| فرانسیسکو آلبو                                                    | سکاندار       |
| میگل دِ روداس                                                      | سکاندار       |
| خوان دِ آکوریو                                                     | سکاندار       |
| آنتونیو پیگافتا                                                   | نقشه‌کش        |
| مارتین دِ جودیسیبوس                                                | سر مباشر      |
| هرناندو دِ بوستامِنته                                               | ناوبان        |
| نیکولاس یونانی                                                    | ناوبان        |
| میگل سانچز                                                        | ناوبان        |
| آنتونیو هرناندِز کولمِنِرو                                           | ناوبان        |
| فرانسیسکو رودریگِث                                                 | ناوبان        |
| خوان رودریگز                                                      | ناوبان        |
| دیه‌گو کارمِنا                                                      | ناوبان        |
| هانس آخِنی                                                         | توپچی         |
| خوان دِ آراتیا                                                     | ملوان ماهر    |
| واسکو گومِث گالِگو                                                  | ملوان ماهر    |
| خوان دِ سانتاندرِس                                                  | ملوان کارآموز |
| خوان دِ زوبلیتا                                                    | پادو          |

۴ نفر از ۵۵ خدمه کشتی ترینیداد هم سرانجام در ۱۵۲۵ میلادی توانستند خود را به اسپانیا برسانند.

### یافته‌ها
مأموریت ماژلان در تاریخ پویش‌های جغرافیایی نقطهٔ عطفی بود. با به انجام رسیدن این سفر اکتشافی، فرضیهٔ کروی بودن زمین عملاً به اثبات رسید.
ماژلان و یارانش همچنین نخستین اروپاییانی بودند که:
- گذرگاه میان دو اقیانوس اطلس و آرام (تنگه ماژلان) را کشف و از آن عبور کردند.
- در آمریکای جنوبی «شتر بی‌کوهان» دیدند - که می‌تواند لاما، گواناکو، شترچه یا آلپاکا باشد.
- نوعی «غاز» سیاه یافتند که به جای پَر کندن باید پوست آن کنده شود (پنگوئن).
- دو مورد از نزدیکترین کهکشانها به ما یعنی ابرهای ماژلانی (شامل ابر ماژلانی بزرگ و ابر ماژلانی کوچک) را رصد کردند. این دو کهکشان تنها از نیمکره جنوبی قابل رؤیت هستند.
- محیط کرهٔ زمین را مشخص کردند؛ در این سفر ۱۴٬۴۶۰ لیگ (یکا) (برابر با ۶۹٬۰۰۰ کیلومتر) پیموده شد.
- به ضرورت ایجاد یک خط تاریخ بین‌المللی پی بردند؛ بدون وجود این خط فرضی دریانوردانی که از سمت غرب دور کرهٔ زمین می‌گردند، یک روز از تقویم واقعی عقب می‌مانند.